# Hilde Haagen
Hildegarde Wolf (* 23. Februar 1922 in Wien; † 30. März 2003 in Wien; verheiratete Neumayer; Künstlername Haagen) war eine österreichische Schauspielerin. Sie war die Ehefrau des Unterhaltungskünstlers Peter Alexander.

## Werdegang

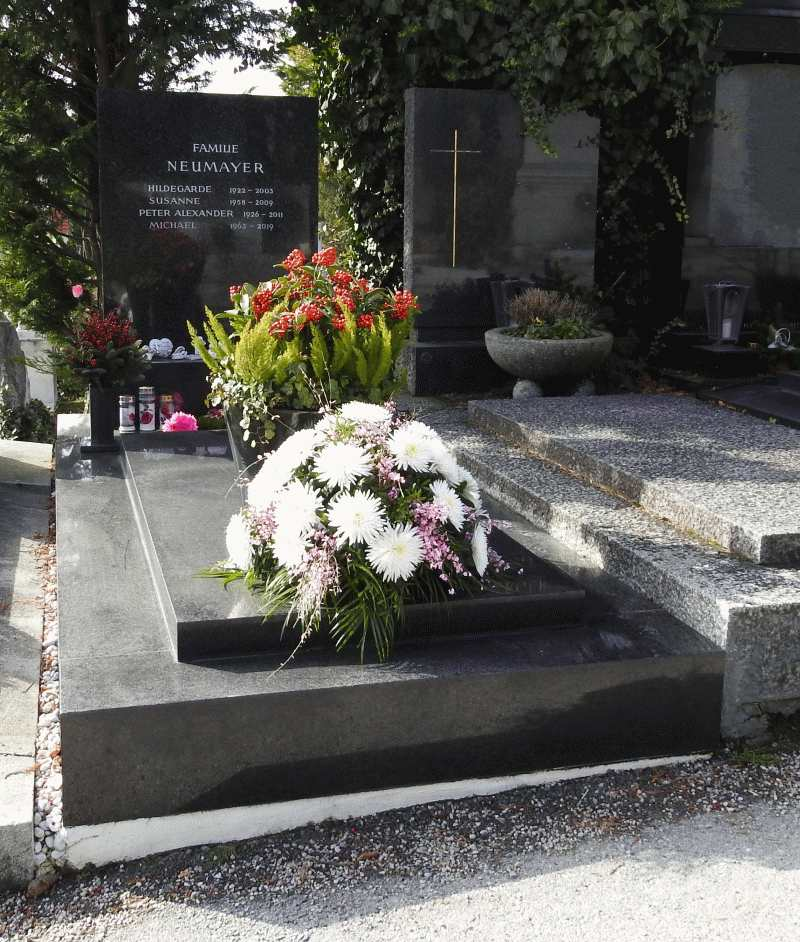
Das Grab von Hilde Haagen und Ehemann Peter Alexander am Grinzinger Friedhof

Haagen wuchs in Wien auf. Als Schauspielerin stand sie unter anderem in den Wiener Kammerspielen und in der Farkas-Revue Auf nach Hollywood auf der Bühne. Im Rundfunk machte sie sich als Chansoninterpretin einen Namen. Unter der Regie von E. W. Emo gab sie 1948 an der Seite von Wolf Albach-Retty in dem Lustspiel Alles Lüge ihr Filmdebüt.
Im Frühjahr 1952 lernte sie im Vorzimmer einer Rundfunkproduzentin den Schauspieler Peter Alexander kennen, den sie am 22. September 1952 heiratete. Aus der Ehe gingen zwei Kinder hervor: die Kunsthistorikerin und Malerin Susanne Haidinger-Neumayer (1958–2009) und Michael Neumayer (1963–2019).
Hilde Alexander gab ihre eigene künstlerische Karriere auf und managte fortan im Hintergrund die Belange ihres Ehemannes. In dieser Funktion trug sie maßgeblich zu dessen Erfolg bei.
In der Silvesternacht 2001 brach sie sich bei einem Sturz einen Oberschenkelhalsknochen und wurde in die Wiener Privatklinik gebracht. Nach 15 Monaten im Spital starb sie an Herzversagen und wurde im Grinzinger Friedhof beigesetzt (Grabstelle Gruppe 7, Reihe 1, Nr. 12).